# Věžky (Přerov)
Věžky é uma comuna checa localizada na região de Olomouc, distrito de Přerov.